# Museum Haus C. G. Jung
Das Museum Haus C. G. Jung befindet sich im ehemaligen Wohnhaus von Carl Gustav Jung und Emma Jung-Rauschenbach in Küsnacht am Zürichsee. Es gibt Einblicke in Leben und Werk des Psychiaters und Begründers der analytischen Psychologie sowie dessen ebenfalls als Analytikerin tätigen Ehefrau.

## Geschichte
Nachdem C. G. Jung 1907 ein seinen Wünschen entsprechendes Grundstück direkt am Seeufer von Küsnacht gefunden hatte, war er massgeblich an der Planung und Gestaltung von Haus und Garten beteiligt. Für den Bau wurden der Architekt Ernst Robert Fiechter, ein Cousin von C. G. Jung und die mit Emma Jung verwandten Gartenarchitekten Walter und Oskar Mertens beigezogen.
Das 1908 erbaute zweigeschossige Wohnhaus steht in einer grosszügigen Gartenanlage zwischen Seestrasse und Ufer. Strassenseitig zeigt sich eine repräsentative Hoffassade mit Treppenhausturm und zwei Inschriftentafeln. Über dem Eingang ist die Inschrift Vocatus atque non vocatus deus aderit («Gerufen oder nicht gerufen, Gott wird da sein») eingemeisselt.

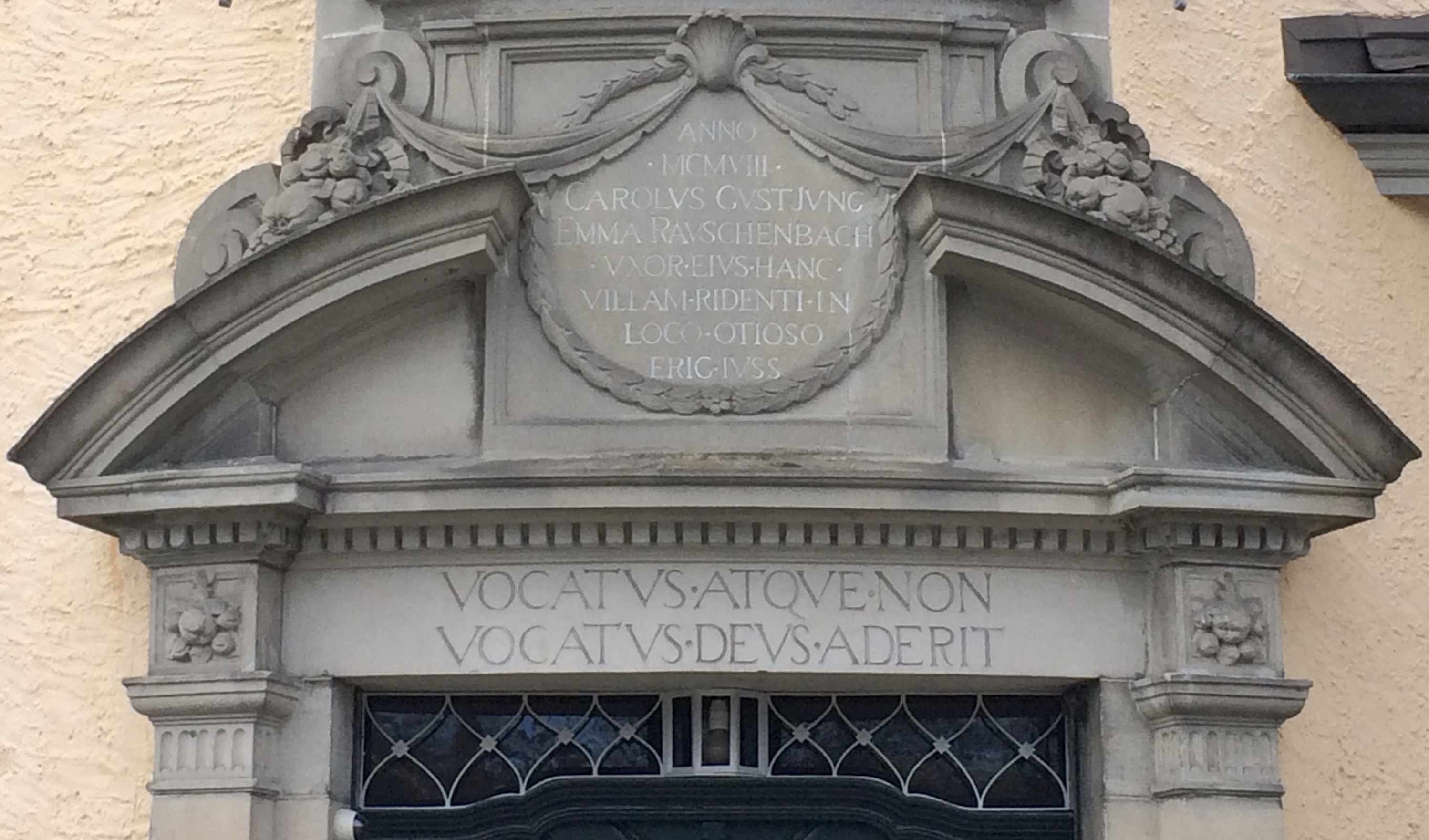
Inschrift oberhalb der Eingangstüre

Das Haus, das neben Wohnräumen auch eine psychologische Praxis vorsah, wurde 1909 von der Familie bezogen und von C. G. Jung bis zu seinem Tod 1961 bewohnt. Seit 2002 ist es Eigentum der Stiftung C. G. Jung Küsnacht, die heute das Museum betreibt.

## Museum

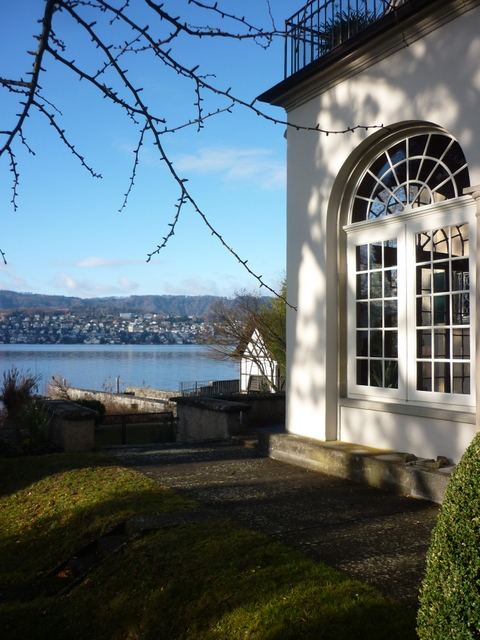
Wohnhaus von C. G. Jung, Veranda mit Blick auf den Zürichsee

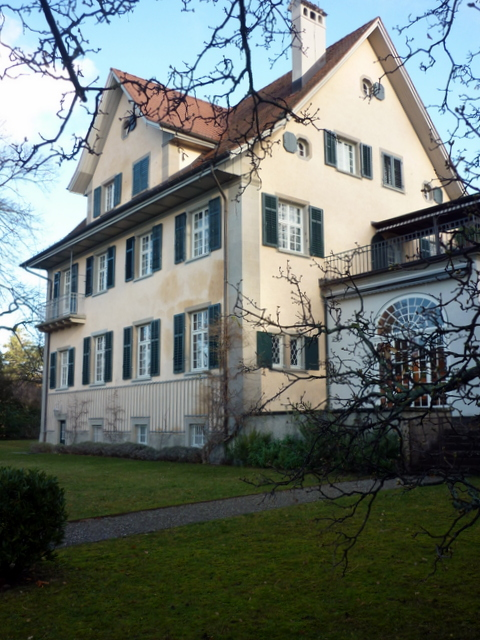
Seeseitige Fassade

Nach der weitgehend originalgetreuen Wiederherstellung von Gartenanlage und Innenräumen erfolgte im April 2018 die Museumseröffnung. Das Museum versteht sich sowohl als Gelehrtenhaus wie auch als Wohnmuseum. Es bietet die Möglichkeit, als «Gast bei C. G. und Emma Jung-Rauschenbach» deren Arbeits- und Familienleben nachzuempfinden. Das Haus ist gedacht als Stätte der Begegnung und des Austausches im Geiste von C. G. Jung.
Die Dauerausstellung in Salon, Speisesaal und Veranda widmet sich dem Jungschen Familienleben und Freizeitaktivitäten, während Arbeitszimmer/Praxis, Wartezimmer und Bibliothek einen Einblick in die Arbeitsweise und Forschungsinteressen von C. G. Jung geben. Ein weiterer Raum ist Wechselausstellungen vorbehalten. Darin werden Ausstellungen aus dem erweiterten Themenfeld gezeigt.

## Filme
BBC-Interview mit Jung für die TV-Sendung Face to Face mit John Freeman in Jungs Haus in Küsnacht, 1959.